# Justicia adhatoda
La adhatoda de Ceilán (Justicia adhatoda) es una especie de planta medicinal perteneciente a la familia de las acantáceas. Es nativa de Asia. 

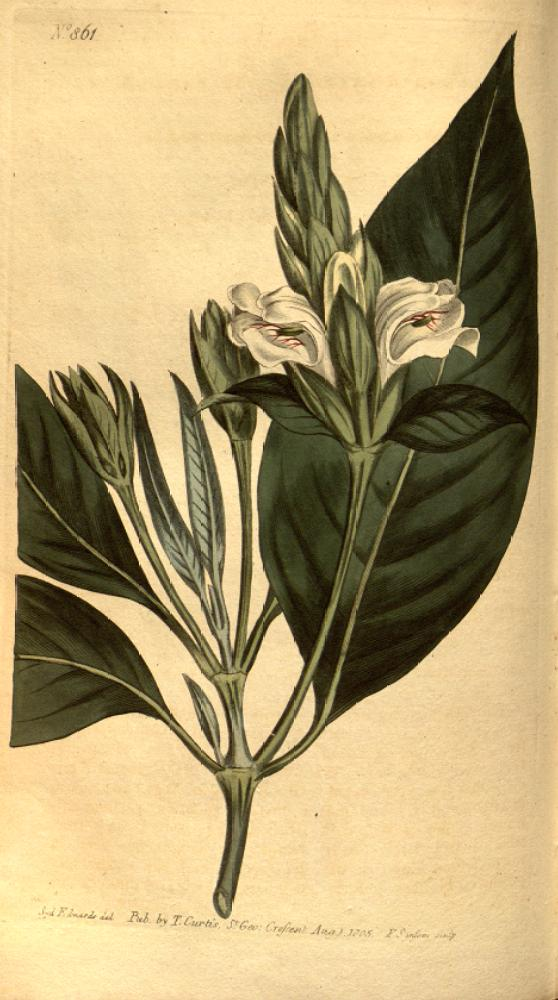
Ilustración

## Descripción
Es un arbusto con hojas lanceoladas de 10 a 15 centímetros de largo por cuatro de ancho. Están dispuestas opuestamente, con los bordes lisos, y un corto peciolo. Una vez seca son de un  color marrón-verdoso. Son de sabor amargo. 

## Distribución
La planta crece en abundancia en forma silvestre en todo Nepal, India, y el Pothohar en Pakistán, especialmente en el área de Pharwala. En Pakistán,  es la flor provincial del Punjab.

## Propiedades
Varios alcaloides están presentes en las hojas. El más importante es la vasicina, una quinazolina alcaloide responsable de la actividad medicinal de la planta. El rendimiento de vasicina en la hierba se ha medido como 0,541 a 1,1% de su peso en seco.
Este arbusto tiene un número de usos medicinales. Se ha utilizado como antiespasmódico, broncodilatador y mucolítico en el asma y otras afecciones respiratorias. Tiene propiedades como oxitócico y puede ser abortivo.

## Taxonomía
Justicia adhatoda fue descrita por Carlos Linneo y publicado en Species Plantarum 1: 15. 1753.
Etimología
Justicia: nombre genérico otorgado en honor de James Justice (1730-1763), horticultor escocés.
adhatoda: epíteto
Sinonimia
- Adhatoda zeylanica Medik.[5]